# Blackflash Bar
Blackflash Bar, född 24 april 2017 är en italiensk varmblodig travhäst. Hon tränas och körs sedan 2023 av Alessandro Gocciadoro.
Blackflash Bar började tävla i juli 2019 och har hittills sprungit in 697 863 euro på 37 starter, varav 13 segrar, 5 andraplatser och 4 tredjeplatser. Hon har tagit karriärens hittills största seger i Gran Premio d'Europa (2021).